# 8899 Hughmiller
8899 Hughmiller este o planetă minoră (asteroid), cu un diametru de 4,95 km, din centura de asteroizi. A fost descoperită pe 22 septembrie 1995 la Observatorul Siding Spring de Robert H. McNaught și a fost numită după Hugh Miller⁠(d). 
Obiectul prezintă o orbită caracterizată de o semiaxă mare de 2,6739718 UAi, o excentricitate de 0,28, o înclinație de 12,48133 ° în raport cu ecliptica.